# Bruguera (Gerona)
Bruguera  es una localidad española del municipio de Ribes de Freser, perteneciente a la provincia de Gerona, en la comunidad autónoma de Cataluña.

## Historia
Hacia mediados del siglo XIX, el lugar, por entonces con ayuntamiento propio, tenía contabilizada una población de 158 habitantes. La localidad aparece descrita en el cuarto volumen del Diccionario geográfico-estadístico-histórico de España y sus posesiones de Ultramar de Pascual Madoz de la siguiente manera:

BRUGUERA: l. con ayunt. de la prov. de Gerona (16 leg.) part. jud. de Rivas (1), aud. terr. y c. g. de Barcelona (18 3/4) dióc. de Urgel (11): sit. á la falda de una elevada montaña y combatido del viento N.: su clima es frio, pero sano: tiene 25 casas, una fuente y una igl. parr. (San Félix) servida por un cura párroco, cuya plaza es de primer ascenso y de provision real y ordinaria: confina el térm. N. Rivas; E. Pardinas y Ogasa; S. Saltor, y O. Campellas; dentro de él se encuentra una fuente de aguas minerales nitrosas, titulada los Baños de Rivas á la que concurren muchos enfermos: el terreno es áspero y quebrado, tiene algunos trozos de bosque y maleza y un prado; le atraviesan dos pequeños y escasos arroyuelos con los que únicamente se riega el prado y algunas hortalizas: sus caminos son locales en mal estado; recibe el correo de Ribas á donde hay que irlo á recoger. prod. trigo, centeno, cebada, avena fajol, habas, maiz, judias, patatas, algo de fruta y poco cáñamo; cria ganado lanar y vacuno. pobl.: 32 vec., 158 alm. cap. prod. 1.184,400 rs. imp. 29,610.res; cria ganado y caza de varias especies. pobl.: 25 vec., 124 alm. cap. prod.: 775,600. imp.: 19,330 rs.
(Madoz, 1846, pp. 466-467)

En la actualidad pertenece al término municipal de Ribes de Freser. En 2022, tenía empadronados 59 habitantes.

## Patrimonio
En la localidad hay una iglesia bajo la advocación de San Félix.